# آلکساندر آراراتیان
آلکساندر پطروسی آراراتیان (ارمنی: Ալեքսանդր Պետրոսի Արարատյան؛ انگلیسی: Ałeksandr Araratean؛ زادهٔ ۲۹ ژوئن ۱۸۵۵ - درگذشته ۱۳ دسامبر ۱۸۸۵، نویسنده، نمایش‌نامه‌نویس و آموزگار اهل ارمنستان بود.

## زندگی‌نامه
وی در ۱۸۵۵ در سامشویلده به دنیا آمد و در بین سال‌های ۱۸۶۸ تا ۱۸۷۰ در مدرسه نرسیسیان، تفلیس تحصیل نمود. او بهترین بخش زندگی کوتاه خود را به تدریس اختصاص داد و شعر (برای برخی از کودکان)، داستان کوتاه و نمایشنامه (از جمله وودویل و کمدی) نوشت، که بیشتر دربارهٔ زندگی در روستاهای ارمنی بود. وی در ۱۸۸۵ در سن ۳۰ سالگی در تفلیس درگذشت.

## یادداشت
1. ↑  ۱۸۵۴
2. ↑  ۱۸۸۴ (۳۰ سال)